# Artur Moreira
Artur Filipe Bernardes Moreira (Cacia, 18 febbraio 1984) è un ex calciatore portoghese, di ruolo centrocampista.

## Carriera
Ha giocato nella massima serie dei campionati portoghese ed ucraino.